# Tanques
Tanques ([tɑ̃k] ) ist eine französische Gemeinde mit 157 Einwohnern (Stand: 1. Januar 2022) im Département Orne in der Region Normandie (vor 2016 Basse-Normandie). Sie gehört zum Arrondissement Argentan und ist Mitglied im Gemeindeverband Terres d’Argentan Interco. Die Einwohner werden Tanquais und Tanquaises genannt.

## Geografie

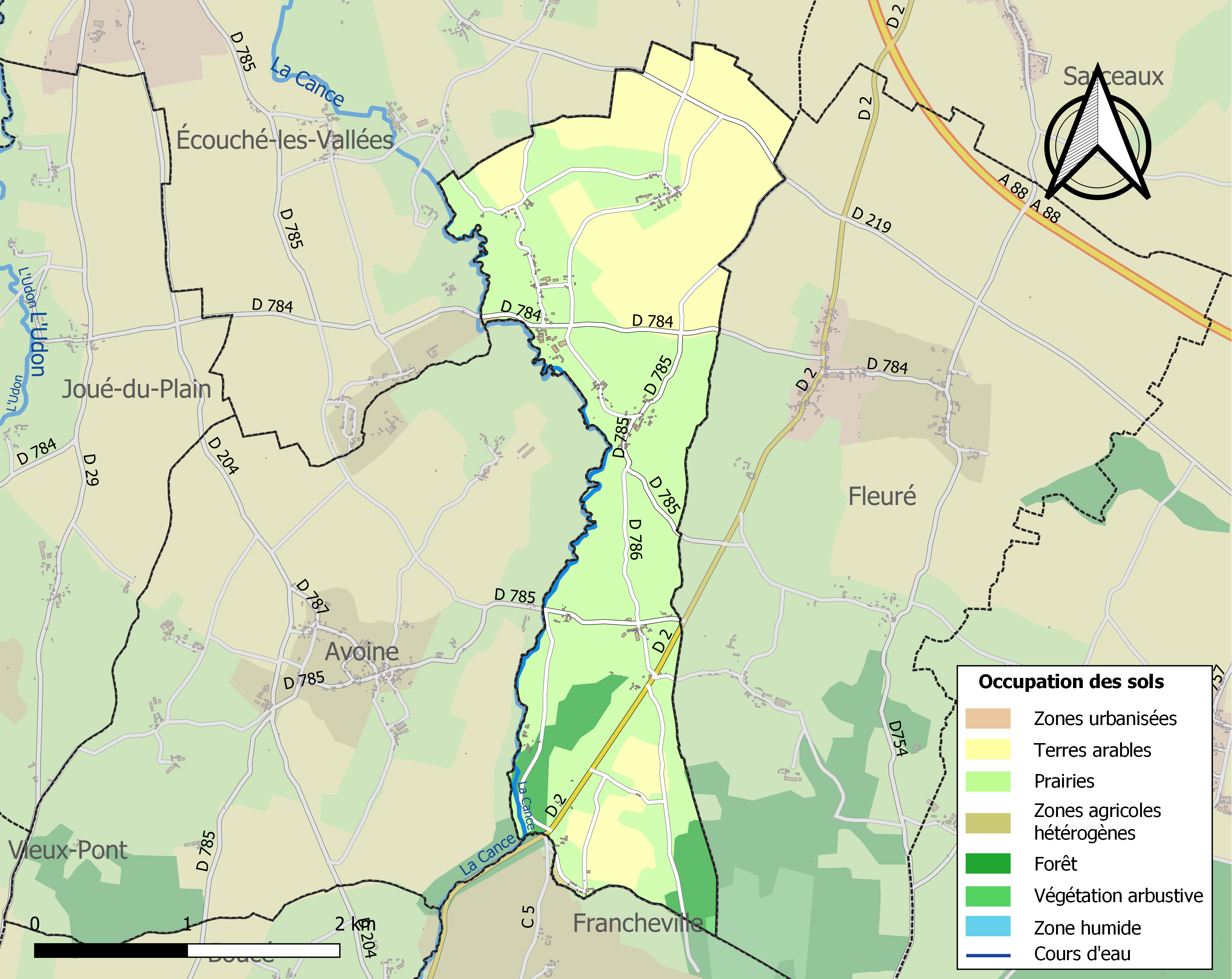
Bodennutzung, Hydrografie und Infrastruktur der Gemeinde (2018)

Tanques liegt etwa 7,5 Kilometer südwestlich von Argentan und etwa 31 Kilometer nordnordwestlich von Alençon im Osten der Région naturelle Pays d’Houlme. Die Gemeinde grenzt an den Regionalen Naturpark Normandie-Maine. Die Cance, ein Nebenfluss der Orne, begrenzt das Gemeindegebiet im Westen. Das Zentrum liegt auf einer Höhe von etwa 165 m. Das Relief des Gebiets flacht nach Nordwesten hin beim Austritt der Cance aus dem Gemeindegebiet bis auf 153 m ab und steigt im äußersten Südosten auf 234 m an.
Teile des Gebiets von Tanques gehören zum Natura 2000-Schutzgebiet „Haute vallée de l’Orne et affluents“ (FR2500099) und von drei ZNIEFF-Naturzonen. Rund 94 % der Fläche der Gemeinde werden landwirtschaftlich, vorwiegend als Grünland genutzt, rund 6 % sind bewaldet, insbesondere im Süden (Stand: 2018).
Umgeben wird Tanques von den Nachbargemeinden Écouché-les-Vallées im Norden und Nordwesten, Fleuré im Osten, Francheville im Süden und Südosten sowie Avoine im Westen und Südwesten.

## Bevölkerungsentwicklung

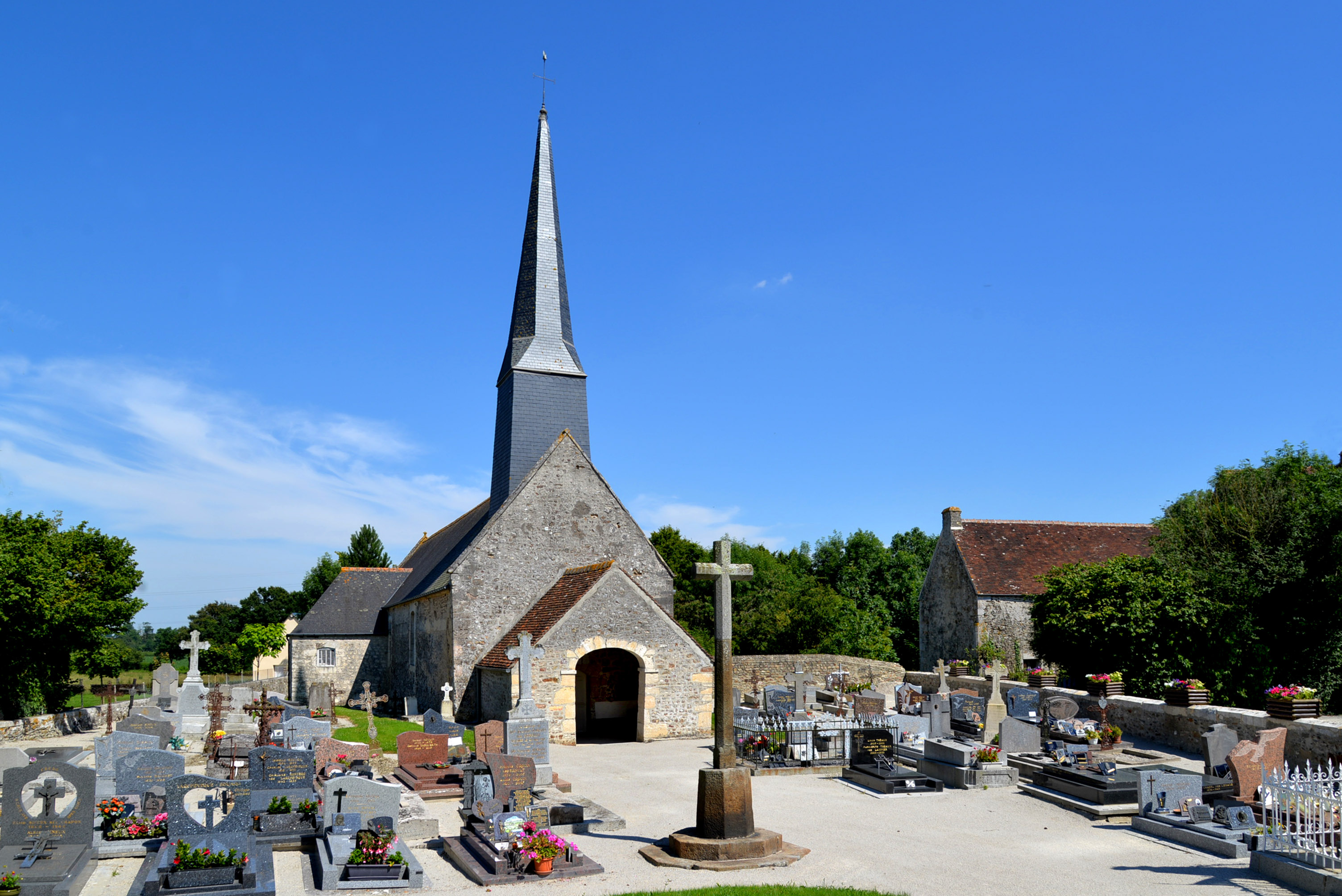
Kirche Saint-Pierre

| Tanques: Einwohnerzahlen von 1793 bis 2020                                                                                 | Tanques: Einwohnerzahlen von 1793 bis 2020 | Tanques: Einwohnerzahlen von 1793 bis 2020 | Tanques: Einwohnerzahlen von 1793 bis 2020 | Tanques: Einwohnerzahlen von 1793 bis 2020 |
| --- | ------------------------------------------ | ------------------------------------------ | ------------------------------------------ | ------------------------------------------ |
| Jahr |                                            |                                            |                                            | Einwohner                                  |
| 1793 | 1793                                       |                                            | 302                                        | 302                                        |
| 1800 | 1800                                       |                                            | 319                                        | 319                                        |
| 1806 | 1806                                       |                                            | 251                                        | 251                                        |
| 1821 | 1821                                       |                                            | 316                                        | 316                                        |
| 1836 | 1836                                       |                                            | 351                                        | 351                                        |
| 1841 | 1841                                       |                                            | 376                                        | 376                                        |
| 1846 | 1846                                       |                                            | 371                                        | 371                                        |
| 1851 | 1851                                       |                                            | 352                                        | 352                                        |
| 1856 | 1856                                       |                                            | 338                                        | 338                                        |
| 1861 | 1861                                       |                                            | 337                                        | 337                                        |
| 1866 | 1866                                       |                                            | 306                                        | 306                                        |
| 1872 | 1872                                       |                                            | 286                                        | 286                                        |
| 1876 | 1876                                       |                                            | 282                                        | 282                                        |
| 1881 | 1881                                       |                                            | 268                                        | 268                                        |
| 1886 | 1886                                       |                                            | 242                                        | 242                                        |
| 1891 | 1891                                       |                                            | 238                                        | 238                                        |
| 1896 | 1896                                       |                                            | 226                                        | 226                                        |
| 1901 | 1901                                       |                                            | 234                                        | 234                                        |
| 1906 | 1906                                       |                                            | 200                                        | 200                                        |
| 1911 | 1911                                       |                                            | 202                                        | 202                                        |
| 1921 | 1921                                       |                                            | 151                                        | 151                                        |
| 1926 | 1926                                       |                                            | 154                                        | 154                                        |
| 1931 | 1931                                       |                                            | 144                                        | 144                                        |
| 1936 | 1936                                       |                                            | 153                                        | 153                                        |
| 1946 | 1946                                       |                                            | 171                                        | 171                                        |
| 1954 | 1954                                       |                                            | 170                                        | 170                                        |
| 1962 | 1962                                       |                                            | 158                                        | 158                                        |
| 1968 | 1968                                       |                                            | 125                                        | 125                                        |
| 1975 | 1975                                       |                                            | 135                                        | 135                                        |
| 1982 | 1982                                       |                                            | 163                                        | 163                                        |
| 1990 | 1990                                       |                                            | 173                                        | 173                                        |
| 1999 | 1999                                       |                                            | 171                                        | 171                                        |
| 2006 | 2006                                       |                                            | 168                                        | 168                                        |
| 2013 | 2013                                       |                                            | 159                                        | 159                                        |
| 2020 | 2020                                       |                                            | 157                                        | 157                                        |
| Quelle(n): EHESS/Cassini bis 1999, INSEE ab 2006 Anmerkung(en): Ab 1962 offizielle Zahlen ohne Einwohner mit Zweitwohnsitz |                                            |                                            |                                            |                                            |

## Sehenswürdigkeiten
- Kirche Saint-Pierre aus dem 18. Jahrhundert

## Verkehr
Die Departementsstraße D 2 durchquert das südliche Gemeindegebiet auf einem kurzen Abschnitt. Sie führt im Norden nach Sarceaux bei Argentan, im Süden nach Carrouges. Außerdem verbinden die nachgeordneten Departementsstraßen D 784, D 785 und D 786 sowie lokale Landstraßen die Weiler der Gemeinde und Nachbargemeinden.